# Trentepohlia praesulis
Trentepohlia praesulis är en tvåvingeart som beskrevs av Alexander 1947. Trentepohlia praesulis ingår i släktet Trentepohlia och familjen småharkrankar. Inga underarter finns listade i Catalogue of Life.